# Cristian Hidalgo
Cristian Hidalgo González (* 21. September 1983 in Barcelona) ist ein spanischer ehemaliger Fußballspieler.

## Spielerkarriere
Der gebürtige Katalane Cristian Hidalgo stammt aus der Jugend vom FC Barcelona, konnte sich dort jedoch nicht durchsetzen und ging zu Deportivo. Bei den Galiciern wurde er gleich in seiner Premierensaison Stammspieler in der Primera División.
Er schoss zwei Ligatore für Deportivo. Letzteres war ein Treffer am 9. Dezember 2007 bei FC Barcelona im Camp Nou aus einer Entfernung von über 30 Metern.
Auch in seiner zweiten Saison bei Depor spielte er regelmäßig, jedoch wurde er durch mehrere kleine Verletzungen zurückgeworfen.
Von Mitte März 2012 bis Ende der Saison 2011/12 spielte er beim Elche CF.
Er wechselte im Sommer 2012 nach Zypern zum Alki Larnaka. Im Januar 2013 wechselte er erneut und zwar nach Bulgarien zu Tscherno More Warna.
Die Saison 2013/2014 verbrachte Hidalgo in Israel beim FC Bnei Sachnin. Anschließend wechselte er nach Indien zum Chennaiyin FC. In der ersten Jahreshälfte 2015 spielte er für Maghreb Tétouan in Marokko. Anschließend war er ein halbes Jahr ohne Verein, ehe er bei Ceahlăul Piatra Neamț in der rumänischen Liga II anheuerte. Im April 2016 musste sein Verein jedoch Insolvenz anmelden.
Hidalgo war erneut ein halbes Jahr ohne Klub, ehe ihn im November 2016 der EC Granollers verpflichtete, der in der Tercera División spielte. Im Oktober 2017 wechselte er zu UE La Jonquera. Im Sommer 2018 schloss er sich dem FC Martinenc an, wechselte er schon nach wenigen Wochen zum FC Ordino nach Andorra. Eine letzte Station seiner Karriere war Achtligist UDA Gramenet.